# 기스본 시티 AFC
기스본 시티 AFC(영어: Gisborne City Association Football Club)는 뉴질랜드 기즈번에 있었던 축구단이였다.

1939년에 이스턴 유니온이라는 이름으로 설립된 후 1967년에 센트럴 디스트릭트 리그에서 우승을 기록한 뒤 구단의 이름을 현재의 기스본 시티로 변경했다
구단은 1950년대 초부터 채텀 컵에 참가했으며 1957년에는 대회 준결승에 진출하기도 했다.
기스본은 FIFA 월드컵에 출전할 뉴질랜드 축구 국가대표팀에 한 구단에서 가장 많은 선수가 선발되어 뉴질랜드의 새 기록을 세웠다. 1982년 스페인 월드컵에는 총 5명의 선수가 선발됐다.
또한 1984년에 기록한 기스본의 우승은 뉴질랜드의 3대 도시인 오클랜드, 웰링턴, 크라이스트처치 이외 지역에서 온 첫 번째 팀이 전국 챔피언십에서 우승이었다.